# Laguna Garzón
La laguna Garzón es una laguna de Uruguay ubicada en el límite entre los departamentos de Maldonado y Rocha. Integra un extenso sistema de lagunas de la costa atlántica del Cono Sur.

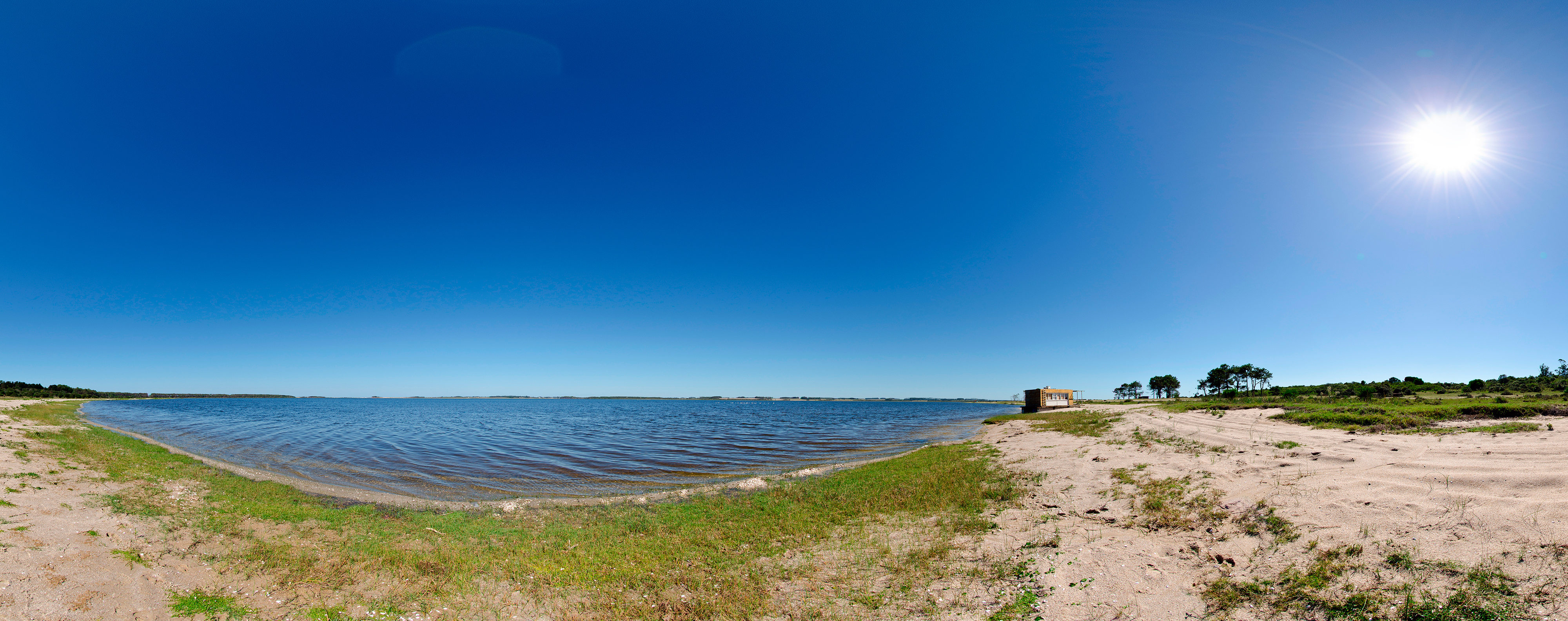
Laguna Garzon vista desde la costa este (marzo de 2012)

Sus afluentes son el arroyo Garzón, el de la Cruz, el Moleras y el Anastasio; mientras que vierte sus aguas hacia el Océano Atlántico. Es un sitio interesante para el avistamiento de aves. Ha sido denominada como Área Importante para la Conservación de Aves (IBA por sus siglas en inglés), por su importancia ornitológica.
Desde 1976 la laguna es parte de la Reserva de la Biosfera denominada Bañados del Este y desde 1977, a través del decreto 260/77 forma parte del Parque Nacional Lacustre y Área de Uso Múltiple de la Laguna José Ignacio, Garzón y Rocha. En diciembre de 2011 la Dirección Nacional de Medio Ambiente, propuso el ingreso del Área Protegida Laguna Garzón al Sistema Nacional de Áreas Protegidas (SNAP), el cual fue efectivizado en noviembre de 2014 a través del decreto 341/014.

## Características
La laguna ha sido formada a causa del represamiento de cursos de agua de bajo caudal, siendo el arroyo Garzón el más importante de ellos. Este fenómeno de represamiento se produjo por un descenso del nivel marino, el cual se combinó con un aporte generado por la deriva litoral gracias al cual se formó una flecha arenosa. Esta última se transformó en un cordón que funciona como separador entre la laguna y el océano Atlántico. Sin embargo este cordón es inestable y periódicamente permite la salida de las aguas continentales hacia el mar, así como el ingreso de las aguas oceánicas en la laguna. La zona de desagüe se ve desplazada de forma progresiva hacia el oeste, debido a la obstrucción por parte de sedimentos que se produce en su marge oriental. El intercambio de aguas, dulce y salada, que se da de forma periódica, favorece la productividad biológica y es el sitio de cría de un número importante de especies de aves residentes y migratorias, peces, moluscos y crustáceos. Esto le otorga al área de la laguna un gran valor económico, ecológico y paisajístico. La profundidad media de la laguna es de 0.5 m, mientras que el espejo de agua tiene una extensión de 18 km², y su cuenca abarca 560 km².

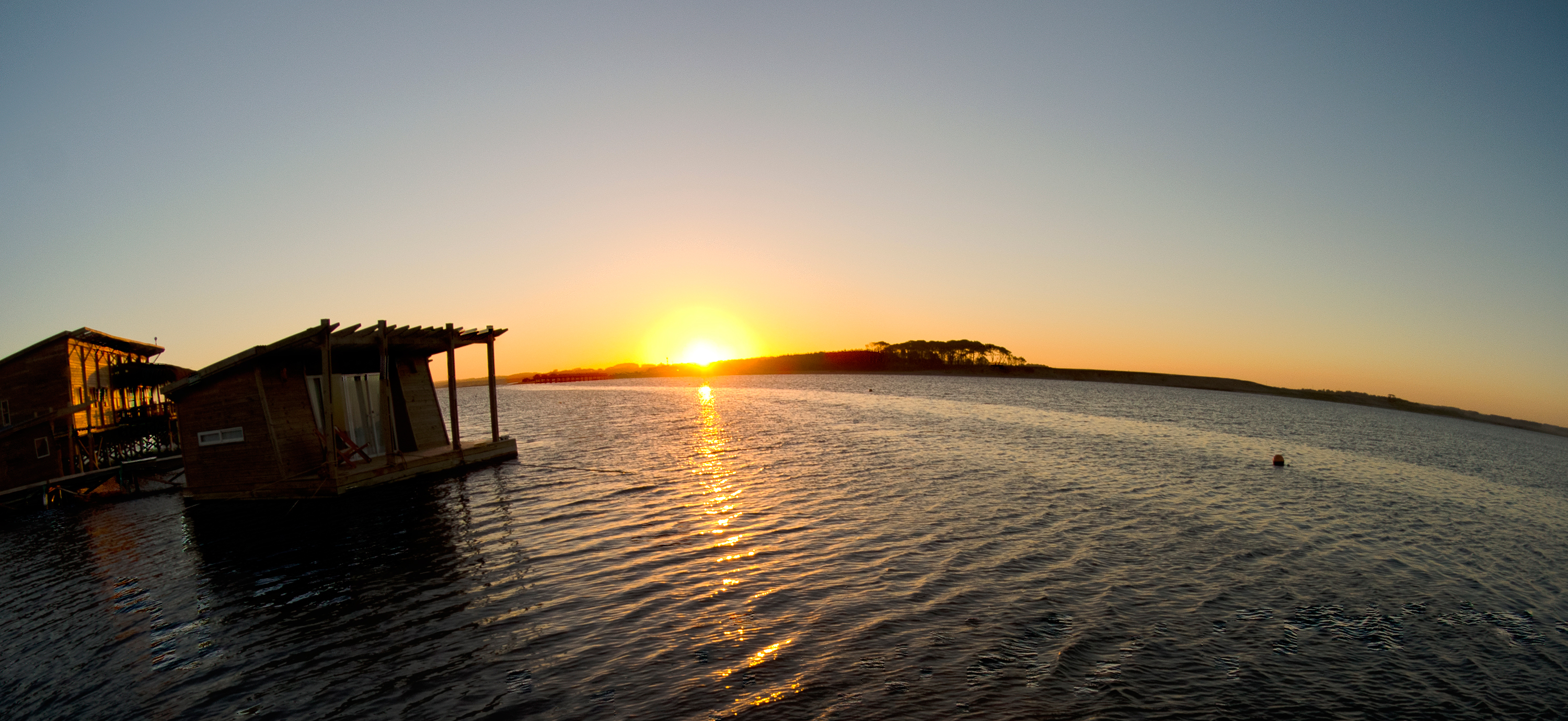
Laguna Garzon puesta de sol tomada desde el hotel flotante sobre la laguna.

El paisaje en torno a la laguna está formado por colinas, lomadas, llanuras bajas, la franja costera y una porción de la plataforma costera. En el área adyacente existen otros espejos de agua más pequeños que drenan sus aguas a la laguna Garzón, como las lagunas Nueva, Rincón de Techera, Mansa, Larga y Chica. Los suelos de la zona son arenosoles y gleysoles moderadamente salinos. Las especies vegetales están condicionadas al tipo de suelo y el régimen hídrico. En las lomadas costeras existen parches de matorral psamófilo, formados por espina de la cruz y molle rastrero de la que sobresalen cereus, opuntias, chircas de monte, arueras y canelones. Existe además una diversidad de cactáceas y la presencia de la efedra (única gimnosperma nativa). También existen importantes parches de bosque psamófilo.
La fauna de la laguna se caracteriza por presencia de aves como cisnes de cuello negro, gansos blancos y flamencos, garzas blancas, chorlos, gallaretas, ostreros, teros reales y diversos tipos de gaviotas y gaviotines. El lugar fue declarado como Área de Importancia para la Conservación de Aves por la presencia de especies casi amenazadas como el playerito canela y el flamenco austral. Entre los peces se encuentran la lacha, bagre negro, lisa, corvina blanca y lenguado; mientras que entre los crustáceos están el camarón rosado.

## El puente de la discordia

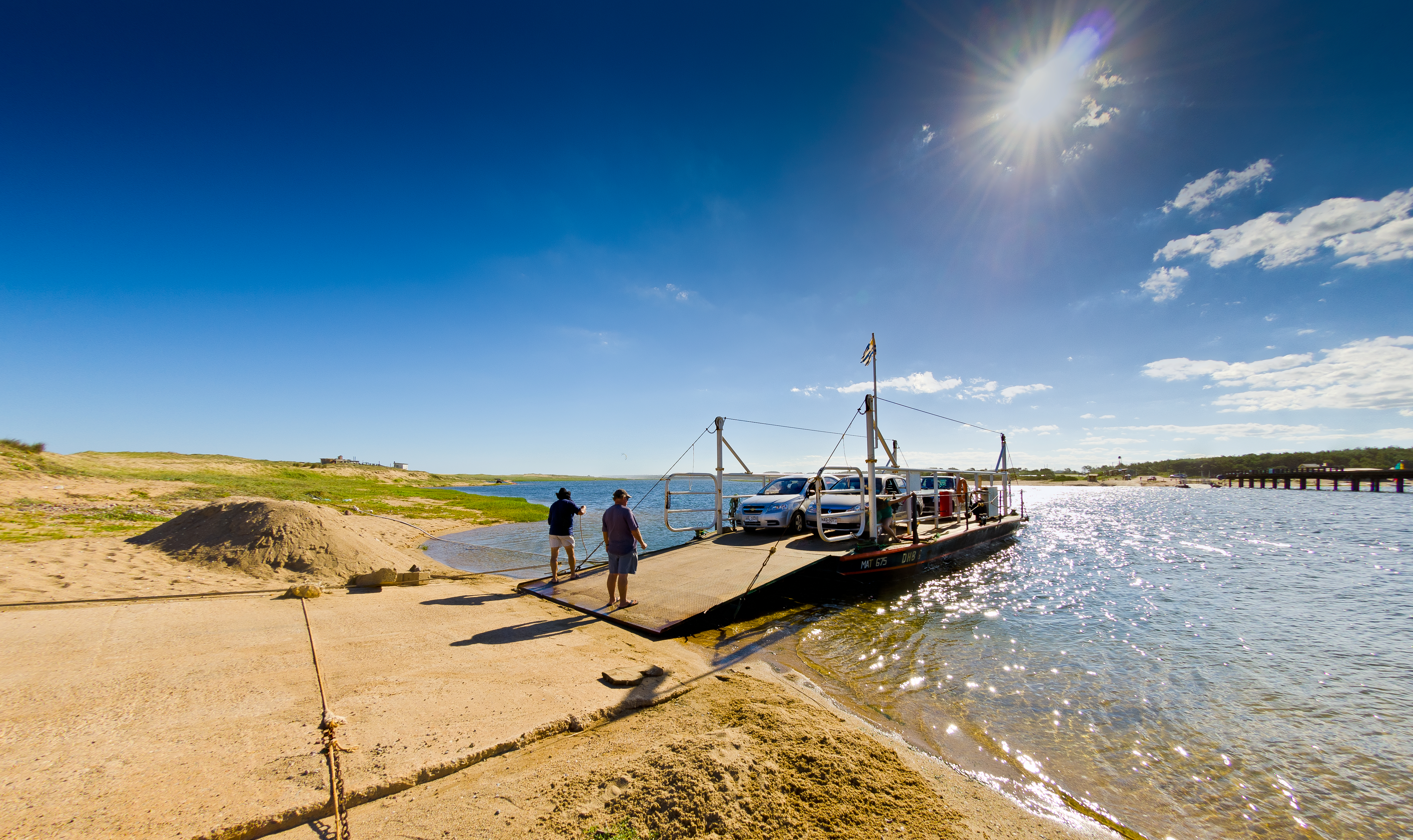
Laguna Garzón se ve la balsa que sirvió para cruzar la misma, (marzo de 2012)

Al sur de la laguna, próximo a su desembocadura en el océano Atlántico previo al comienzo de la construcción del puente circular de Garzón, existió el esqueleto de un viejo puente que comenzó a construirse en la década de 1960, y que tenía como objetivo dar continuidad a la ruta 10, uniendo los departamentos de Maldonado y Rocha, sin embargo su construcción generó controversias quedando la obra inconclusa. La discusión de la construcción de un puente en el lugar ha surgido en varias oportunidades ya que es visto como un promotor para el desarrollo turístico, sobre todo para el departamento de Rocha. Además, existe un interés por parte del sector inmobiliario para vender solares en la zona, lo que implica una urbanización. En un principio, las organizaciones ambientales rechazaron estos proyectos porque, según afirmaban, se modificaría el paisaje y los valores naturales del área, aunque, después de varios trámites, en setiembre de 2014, se dio inicio a la construcción del puente.
Desde 1994 hasta 2015, el cruce de la laguna se realizaba usando una balsa instalada por la Dirección Nacional de Hidrografía.
En enero de 2013, la Dirección Nacional de Medio Ambiente otorgó la autorización ambiental previa para la construcción del puente sobre Laguna Garzón. El proyecto fue presentado por el Ministerio de Transporte y Obras Públicas, a partir de un diseño del arquitecto Rafael Viñoly.
En septiembre de 2014 comenzó la construcción de dicho puente, inaugurándose oficialmente el 22 de diciembre de 2015 con un costo total de US$ 11.688.000.